# Damariscotta
Damariscotta ist eine Town im Lincoln County des Bundesstaates Maine in den Vereinigten Staaten. Im Jahr 2020 lebten dort 2297 Einwohner in 1338 Haushalten auf einer Fläche von 38,10 km².

## Geographie
Nach dem United States Census Bureau hat Damariscotta eine Gesamtfläche von 38,10 km², von der 32,17 km² Land sind und 5,93 km² aus Gewässern bestehen.

### Geografische Lage
Damariscotta liegt zentral im Lincoln County und wird im Westen vom Damariscotta River und im Nordosten vom Pemaquid Pond sowie im Südosten vom Biscay Pond begrenzt. Zentral auf dem Gebiet der Town liegen der Muddy Pond und der Little Pond. Die Oberfläche ist eben, ohne nennenswerte Erhebungen.

### Nachbargemeinden
Alle Entfernungen sind als Luftlinien zwischen den offiziellen Koordinaten der Orte aus der Volkszählung 2010 angegeben.
- Norden: Nobleboro, 8,8 km
- Nordosten: Waldoboro, 14,3 km
- Osten: Bremen, 7,2 km
- Süden: Bristol, 15,0 km
- Westen: Newcastle, 6,5 km

### Stadtgliederung
In Damariscotta gibt es drei Siedlungsgebiete: Biscay, Damariscotta und Knowlton Corner.

### Klima
Die mittlere Durchschnittstemperatur in Damariscotta liegt zwischen −6,1 °C (21 °Fahrenheit) im Januar und 20,6 °C (69 °Fahrenheit) im Juli. Damit ist der Ort gegenüber dem langjährigen Mittel der USA um etwa 6 Grad kühler. Die Schneefälle zwischen Oktober und Mai liegen mit bis zu zweieinhalb Metern mehr als doppelt so hoch wie die mittlere Schneehöhe in den USA; die tägliche Sonnenscheindauer liegt am unteren Rand des Wertespektrums der USA.

## Geschichte
Damariscotta gehörte ursprünglich zum Gebiet von Bristol und das umfasst das alte Siedlungsgebiet Pemaquid. Pemaquid wird als eine der frühesten und wichtigsten Siedlungen in der Frühgeschichte Neuenglands an der Küste betrachtet. Vom Gebiet des Pemaquid-Patents, eines Land-grants, der 1631 durch den Rat von Plymouth an Robert Aldsworth und Gyles Elbridge, zwei Kaufleute aus Bristol, vergeben wurde. Zum Gebiet des Patentes gehörte die komplette Halbinsel zwischen den Flüssen Damariscotta River und Medomac River einschließlich Darnariscove Island und weiteren Inseln vor der Küste. Eine erste Siedlung wurde 1632 an der Ostseite des Pemaquid River errichtet. Gesichert wurde die Siedlung durch ein Fort mit Palisaden. Die Siedlung wurde durch den Piraten Dixie Bull  angegriffen und geplündert.
Pemaquid wurde im Jahr 1664 durch den Herzog von York beansprucht, den späteren König Jakob II. Er beanspruchte ein Gebiet, zu dem auch Sagadahoc und New York gehörten. Um die englische Vorherrschaft in Neuengland zu sichern wurden durch den britischen Kolonialgouverneur Edmund Andros viele holländische Siedler nach Pemaquid geleitet. Er nannte die Siedlung Jamestown zu Ehren von König Jakob. Einige verstärkten die Garnison des Forts. Nach dem Ausbruch des King Philip’s Wars im Frühjahr 1675 nahm für die Siedler die Bedrohung durch Indianer zu. Zu Angriffen kam es zunächst nicht, da durch Vermittlung von Abraham Shurt ein Abkommen mit den Indianern getroffen werden konnte. Nachdem jedoch Indianer von einem Händler entführt wurden, der sie als Sklaven verkaufen wollte, wurden alle Siedlungen an der Küste von Indianern zerstört.
Nach dem Ende des Krieges kehrten die Siedler in die zerstörte Siedlung zurück und bauten sie ab 1678 erneut auf. Der Ausbruch der Glorious Revolution brachte erneut den Krieg in die Gegend und Pernaquid wurde von Franzosen und Indianern angegriffen und zerstört, auch das Fort wurde zerstört. Damariscotta wurde als Teil des Pemaquid Patents von David Bunbar 1829 als Walpole benannt. Von den Einheimischen wurde es Scottie genannt.
Das Geschäftszentrum ist Damariscotta Village, an den unteren Fällen des Damariscotta Rivers. Eine Brücke, über die der U.S. Highway 1 führt, verbindet Damariscotta Village mit Newcastle, in dessen Nähe eine Station der ehemaligen Bahnstrecke der Knox and Lincoln Railway liegt.
Damariscotta wurde nach Darnarine, einem Sachem der Sagadahoc benannt, der von den Engländern Robin Hood auch Robinchaud genannt wurde.
Als Town eigenständig organisiert wurde das Gebiet am 15. März 1848 aus Gebieten, die zuvor zu Nobelboro und Bristol gehörten.

### Einwohnerentwicklung
| Volkszählungsergebnisse – Town of Damariscotta, Maine | Volkszählungsergebnisse – Town of Damariscotta, Maine | Volkszählungsergebnisse – Town of Damariscotta, Maine | Volkszählungsergebnisse – Town of Damariscotta, Maine | Volkszählungsergebnisse – Town of Damariscotta, Maine | Volkszählungsergebnisse – Town of Damariscotta, Maine | Volkszählungsergebnisse – Town of Damariscotta, Maine | Volkszählungsergebnisse – Town of Damariscotta, Maine | Volkszählungsergebnisse – Town of Damariscotta, Maine | Volkszählungsergebnisse – Town of Damariscotta, Maine | Volkszählungsergebnisse – Town of Damariscotta, Maine |
| Jahr                                                  | 1800                                                  | 1810                                                  | 1820                                                  | 1830                                                  | 1840                                                  | 1850                                                  | 1860                                                  | 1870                                                  | 1880                                                  | 1890                                                  |
| ----------------------------------------------------- | ----------------------------------------------------- | ----------------------------------------------------- | ----------------------------------------------------- | ----------------------------------------------------- | ----------------------------------------------------- | ----------------------------------------------------- | ----------------------------------------------------- | ----------------------------------------------------- | ----------------------------------------------------- | ----------------------------------------------------- |
| Einwohner                                             |                                                       |                                                       |                                                       |                                                       |                                                       | 1328                                                  | 1366                                                  | 1232                                                  | 1142                                                  | 1012                                                  |
| Jahr                                                  | 1900                                                  | 1910                                                  | 1920                                                  | 1930                                                  | 1940                                                  | 1950                                                  | 1960                                                  | 1970                                                  | 1980                                                  | 1990                                                  |
| Einwohner                                             | 876                                                   | 771                                                   | 849                                                   | 825                                                   | 844                                                   | 1113                                                  | 1093                                                  | 1264                                                  | 1493                                                  | 1811                                                  |
| Jahr                                                  | 2000                                                  | 2010                                                  | 2020                                                  | 2030                                                  | 2040                                                  | 2050                                                  | 2060                                                  | 2070                                                  | 2080                                                  | 2090                                                  |
| Einwohner                                             | 2041                                                  | 2218                                                  | 2297                                                  |                                                       |                                                       |                                                       |                                                       |                                                       |                                                       |                                                       |

## Kultur und Sehenswürdigkeiten

### Bauwerke
In Damariscotta wurden zwei Distrikte und mehrere Bauwerke unter Denkmalschutz gestellt und ins National Register of Historic Places aufgenommen.
Distrikte
- Damariscotta Shell Midden Historic District, 1998 unter der Register-Nr. 98001238.[10]
- Main Street Historic District, 1979 unter der Register-Nr. 79000154.[11]

Bauwerke
- Chapman-Hall House, 1970 unter der Register-Nr. 70000077.[12]
- Stephen Coffin House, 1987 unter der Register-Nr. 86003519.[13]
- Matthew Cottrill House, 1974 unter der Register-Nr. 74000177.[14]
- Damariscotta Baptist Church, 1985 unter der Register-Nr. 85001265.[15]
- Damariscotta Oyster Shell Heaps, 1969 unter der Register-Nr. 69000027.[16]
- Huston House, 1985 unter der Register-Nr. 85000241.[17]

## Wirtschaft und Infrastruktur

### Verkehr
Der U.S. Highway 1 verläuft durch den Nordwesten von Damariscotta. Von ihr zweigt in südliche Richtung die Maine State Route 129 ab.

### Öffentliche Einrichtungen

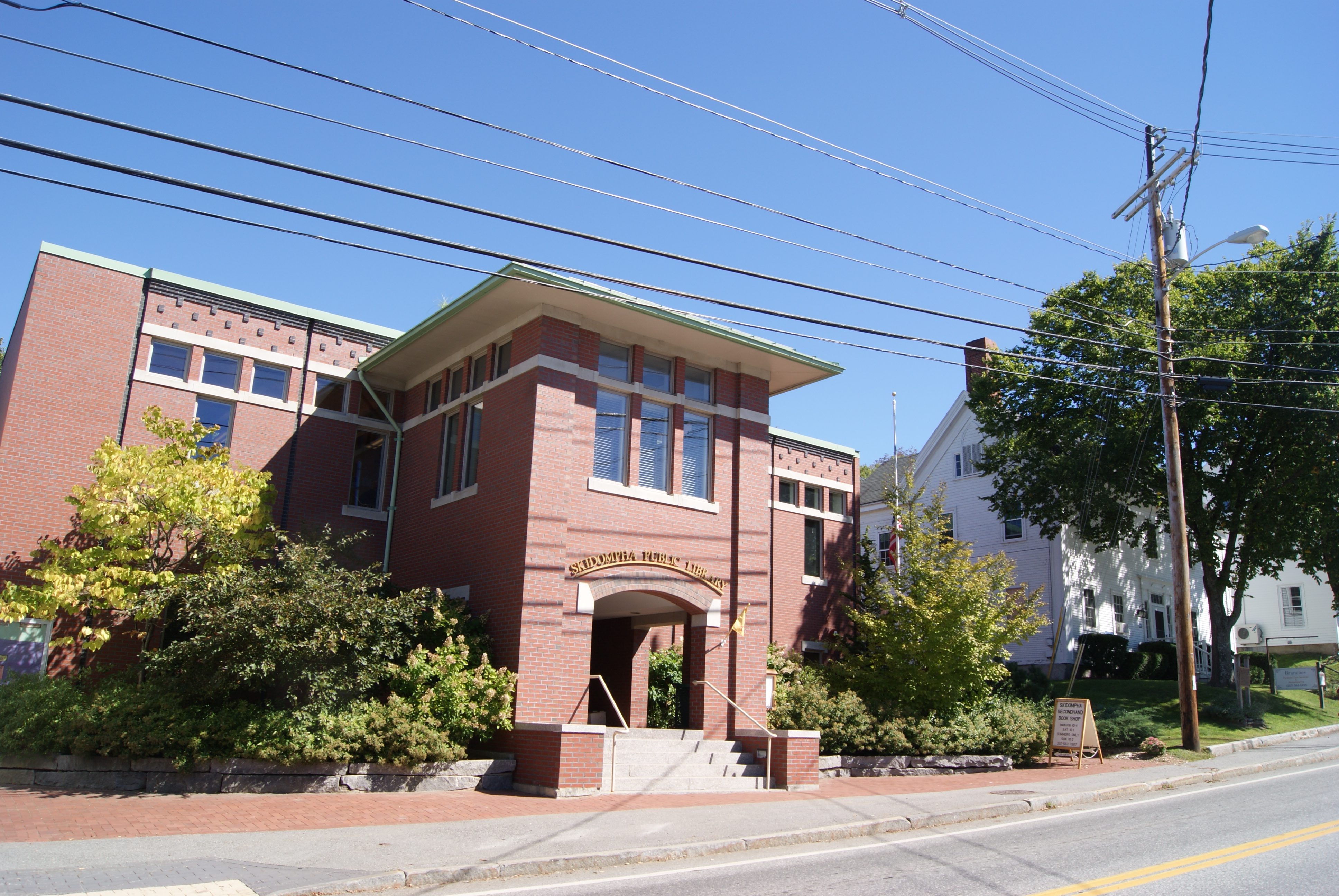
Skidompha Public Library

Es gibt mehrere medizinischen Einrichtungen oder Krankenhäuser in Damariscotta. Diese stehen auch den Bewohnern der benachbarten Gebieten zur Verfügung.
Die Skidompha Public Library wurde 1905 gegründet. Der Name setzt sich aus den Initialen der Gründungsmitglieder zusammen.

### Bildung
Damariscotta gehört mit Bremen, Bristol, Jefferson, Newcastle, Nobleboro und South Bristol zum Central Lincoln County School System, AOS 93. Weiterführende Schulen werden durch den Schulbezirk nicht angeboten, es können Schulen der Wahl besucht werden, für die Kosten kommen die Gemeinden auf. Die meisten Schülerinnen und Schüler besuchen die private Lincoln Academy in Newcastle.
Im Schulbezirk werden mehrere Schulen angeboten:
- Bristol Consolidated School; Schulklassen Pre-Kindergarten bis 8. Schuljahr, in Bristol
- Jefferson Village School; Schulklassen Kindergarten bis 8. Schuljahr, in Jefferson
- Nobleboro Central School; Schulklassen Kindergarten bis 5. Schuljahr, in Nobleboro
- Great Salt Bay Community School; Schulklassen Kindergarten bis 8. Schuljahr, in Damariscotta

## Persönlichkeiten

### Söhne und Töchter der Stadt
- Kate Aldrich (* 1973), Mezzosopran
- Anna Belknap (* 1972), Schauspielerin
- Ben Bizier (* 1984), Baseballspieler und -trainer
- Charles A. Boutelle (1839–1901), Politiker

### Persönlichkeiten, die vor Ort gewirkt haben
- Frank Springer (1929–2009), Comiczeichner
- Ola Elizabeth Winslow (1885–1977), Literaturwissenschaftlerin, Hochschullehrerin und Biografin